# Most Valuable Player

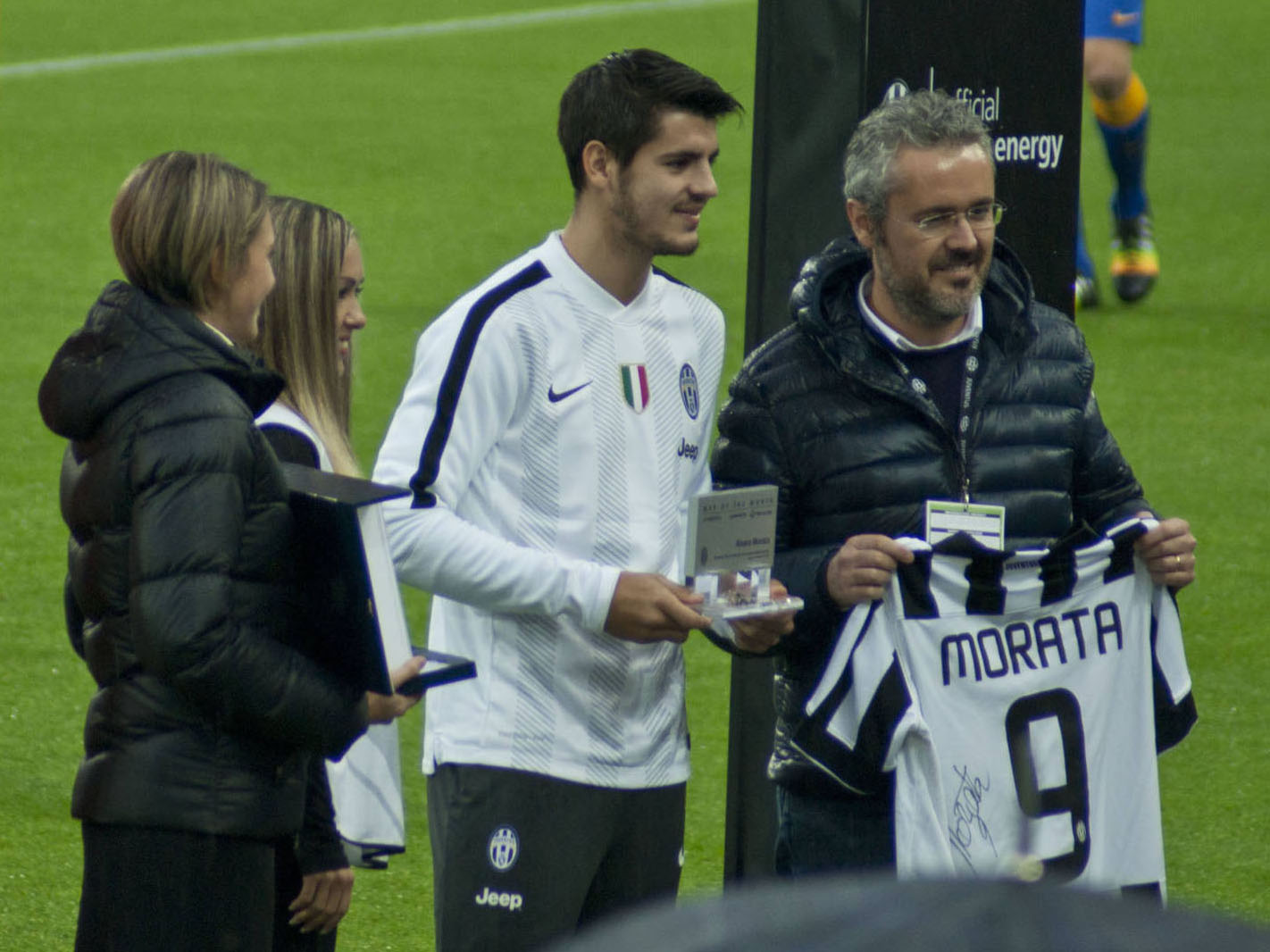
Il calciatore Álvaro Morata premiato come MVP della per il mese di ottobre 2014

Il termine inglese Most Valuable Player (in italiano «giocatore di maggior valore»), spesso abbreviato con l'acronimo MVP, viene utilizzato in ambito sportivo per indicare l'atleta che ha conseguito la miglior prestazione durante una determinata competizione; il termine viene utilizzato soprattutto in Nord America.

## Etimologia
Tradotto in italiano, il termine ha il significato di «giocatore di maggior valore»; riferendosi all'ambito del singolo evento, si parla anche di uomo partita.

## Premi specifici
- Super Bowl MVP[4]
- NBA Most Valuable Player Award[5]
- Major League Baseball Most Valuable Player Award[6]
- Conn Smythe Trophy[7]
- FIBA EuroBasket MVP[8]